# David Tennant
David Tennant született: David John McDonald (Bathgate, West Lothian, Skócia, 1971. április 18.) skót színész, a Ki vagy, doki? sorozat 10. Doktora.

## Élete és pályafutása
A skóciai Bathgate-ben született. Ralstonban nőtt fel, ahol édesapja volt a helyi lelkész. A Ralston Primary School és a Paisley Grammar School tanulója volt. Később továbbtanult a Royal Scottish Academy zene és dráma tagozatán. Háromévesen közölte a szüleivel, hogy színész lesz, mert imádta a Doctor Who (Ki vagy, doki?) című sorozatot. Pályája kezdetén több színházi darabban szerepelt, majd a Royal Shakespeare Company tagja lett. Az ismertséget a BBC-s minisorozat, a Blackpool hozta meg, majd következett a Casanova. 
2006-ban megkapta a Doktor szerepét a népszerű Ki vagy, doki? (Doctor Who) sorozatban. Ugyanebben az évben az ifjabb Barty Kuport játszotta a Harry Potter és a Tűz Serlegében. 2007-ben szerepelt a Recovery és a Learners című BBC-s produkciókban. 2008 második felétől David Tennant visszatért a színpadra, és címszerepet alakít a Royal Shakespeare Company Hamletjében, valamint Berowne-t a Lóvátett Lovagokban. 2009-ben a Ki vagy, doki? negyedik évadjának végével kilépett a sorozatból.

## Magánélete
Egy bátyja és egy húga van, édesanyja 2007 júliusában hunyt el. 
2005-től 2007 októberéig Sophia Myles színésznővel járt. Jelenlegi párja Georgia Moffet színésznő, aki a Ki vagy, doki? egyik epizódjában a Doktor lányát alakította. Moffet egyébként az ötödik doktort alakító Peter Davison lánya. 2011. március 29-én született meg lányuk. 2011. december 30-án feleségül vette Moffetet, ezután adoptálta annak 10 éves fiát. 2013-ban és 2015-ben megszületett második és harmadik közös gyermekük is.

## Filmográfia

### Film
| Év   | Magyar cím                                 | Eredeti cím                                  | Szerep                              | Magyar hang      |
| ---- | ------------------------------------------ | -------------------------------------------- | ----------------------------------- | ---------------- |
| 1996 | Lidércfény                                 | Jude                                         | ittas egyetemista                   |                  |
| 1998 | Aki másnak sírt ás...                      | L.A. Without a Map                           | Richard                             | Czvetkó Sándor   |
| 1999 | Az utolsó ősz                              | The Last September                           | Gerald Colthurst kapitány           |                  |
| 2000 |                                            | Being Considered                             | Larry                               |                  |
| 2003 | Fiatalság, bolondság                       | Bright Young Things                          | Ginger Littlejohn                   | Rajkai Zoltán    |
| 2005 | Harry Potter és a Tűz Serlege              | Harry Potter and the Goblet of Fire          | Ifjabb Barty Kupor                  | Tarján Péter     |
| 2006 | Szabadítsátok ki Jimmyt!                   | Free Jimmy                                   | Hamish                              | Láng Balázs      |
| 2009 | A Dicső 39                                 | Glorious 39                                  | Hector                              | Rajkai Zoltán    |
| 2009 | St. Trinian's 2: A Fritton arany legendája | St Trinian's 2: The Legend of Fritton's Gold | Sir Piers Pomfrey                   | Debreczeny Csaba |
| 2010 | Így neveld a sárkányodat                   | How to Train Your Dragon                     | Modorgóc (hangja)                   | Péter Richárd    |
| 2011 | Menyasszony csaléteknek                    | The Decoy Bride                              | James Arber                         | Molnár Levente   |
| 2011 | Frászkarika                                | Fright Night                                 | Peter Vincent                       | Nagy Ervin       |
| 2012 | Kalózok! – A kétballábas banda             | The Pirates! Band of Misfits                 | Charles Darwin (hangja)             | Kerekes József   |
| 2012 |                                            | Nativity 2: Danger in the Manger             | Donald Peterson / Roderick Peterson |                  |
| 2014 | Postás Pat – A mozifilm                    | Postman Pat: The Movie                       | Wilf (hangja)                       |                  |
| 2014 | Viking vakáció                             | What We Did on Our Holiday                   | Doug                                |                  |
| 2015 |                                            | Reds and Grays                               | Robbie (hangja)                     |                  |
| 2016 |                                            | Fireman Sam: Alien Alert                     | Buck Douglas (hangja)               |                  |
| 2017 | Pszichiáter a világ ellen                  | Mad to Be Normal                             | R. D. Laing                         |                  |
| 2017 | Ferdinánd                                  | Ferdinand                                    | Angus (hangja)                      | Nagypál Gábor    |
| 2017 |                                            | You, Me and Him                              | John                                |                  |
| 2018 | Irgalmatlan szamaritánus                   | Bad Samaritan                                | Cale Erendreich                     | Fekete Zoltán    |
| 2018 | Két királynő                               | Mary Queen of Scots                          | John Knox                           | Csuha Lajos      |
| 2019 | Így neveld a sárkányodat 3.                | How to Train Your Dragon 3                   | Modorgóc (hangja)                   | Péter Richárd    |
| 2021 | A Lármás család: A film                    | The Loud House Movie                         | Angus (hangja)                      | Miller Zoltán    |
| 2022 | Chip és Dale: A Csipet Csapat              | Chip 'n Dale: Rescue Rangers                 | Dagobert McCsip (hangja)            | eredeti hangon   |
| 2022 | Fantasztikus Maurícius                     | The Amazing Maurice                          | Veszélyes babkonzerv (hangja)       | Schnell Ádám     |

### Televízió
| Év                         | Magyar cím                        | Eredeti cím                        | Szerep                                | Megjegyzések                                                                                            |
| -------------------------- | --------------------------------- | ---------------------------------- | ------------------------------------- | --- |
| 1988                       |                                   | Dramarama                          | Neil McDonald                         | 1 epizód                                                                                                |
| 1989                       |                                   | The Play on One                    | Harmadik osztagtag                    | 1 epizód                                                                                                |
| 1992                       |                                   | Strathblair                        | Archie                                | 1 epizód                                                                                                |
| 1992                       |                                   | Bunch of Five                      | rendőr                                | 1 epizód                                                                                                |
| 1993                       |                                   | The Brown Man                      | Hasbeszélő                            | tévéfilm                                                                                                |
| 1993                       |                                   | Rab C. Nesbitt                     | Davina                                | 1 epizód                                                                                                |
| 1994                       |                                   | Takin' Over the Asylum             | Campbell Bain                         | 6 epizód                                                                                                |
| 1995                       |                                   | The Tales of Para Handy            | John MacBryde                         | 1 epizód                                                                                                |
| 1995                       |                                   | The Bill                           | Steve Clemens                         | 1 epizód                                                                                                |
| 1996                       |                                   | A Mug's Game                       | Gavin                                 | 1 epizód                                                                                                |
| 1997                       |                                   | Holding the Baby                   | ápoló                                 | 1 epizód                                                                                                |
| 1997                       |                                   | Conjuring Shakespeare              | Angelo                                | 1 epizód                                                                                                |
| 1998                       |                                   | Duck Patrol                        | Simon "Darwin" Brown                  | 8 epizód                                                                                                |
| 1999                       | Mrs. Bradley titokzatos esetei    | The Mrs Bradley Mysteries          | Max Valentine                         | - 1 epizód - magyar hangja: - Welker Gábor                                                              |
| 1999                       |                                   | Love in the 21st Century           | John                                  | 1 epizód                                                                                                |
| 2000                       |                                   | Randall & Hopkirk (Deceased)       | Gordon Stylus                         | 1 epizód                                                                                                |
| 2001                       |                                   | People Like Us                     | Rob Harker                            | 1 epizód                                                                                                |
| 2001                       |                                   | High Stakes                        | Gaz Whitney                           | 1 epizód                                                                                                |
| 2002                       | Foyle háborúja                    | Foyle's War                        | Loco Garrison                         | - tévéfilm - magyar hangja: - Seder Gábor                                                               |
| 2003                       |                                   | Trust                              | Gavin MacEwan                         | 1 epizód                                                                                                |
| 2003                       |                                   | Posh Nosh                          | Jose-Luis                             | 2 epizód                                                                                                |
| 2003                       |                                   | Spine Chillers                     | Dr. Krull                             | 1 epizód                                                                                                |
| 2003                       |                                   | Terri McIntyre                     | Greig Millar                          | 6 epizód                                                                                                |
| 2003                       |                                   | Scream of the Shalka               | Raktáros (hangja)                     | 1 epizód                                                                                                |
| 2004                       |                                   | The Deputy                         | Christopher Williams                  | tévéfilm                                                                                                |
| 2004                       | Szeret, nem szeret                | He Knew He Was Right               | Mr. Gibson                            | 4 epizód                                                                                                |
| 2004                       |                                   | Blackpool                          | Peter Carlisle                        | 6 epizód                                                                                                |
| 2005                       | Casanova                          | Casanova                           | Giacomo Casanova                      | - 3 epizód - magyar hangja: - Lux Ádám                                                                  |
| 2005                       |                                   | The Quatermass Experiment          | Dr. Gordon Briscoe                    | tévéfilm                                                                                                |
| 2005                       |                                   | Secret Smile                       | Brendan Block                         | 2 epizód                                                                                                |
| 2005–2010, 2013, 2022–2023 | Ki vagy, doki?                    | Doctor Who                         | Tizedik Doktor / Tizennegyedik Doktor | - 53 epizód - magyar hangja: - Haás Vander Péter - Kolovratnik Krisztián - Rajkai Zoltán - Széles Tamás |
| 2006                       |                                   | The Romantics                      | Jean-Jacques Rousseau                 | 1 epizód                                                                                                |
| 2006                       |                                   | The Chatterley Affair              | Richard Hoggart                       | tévéfilm                                                                                                |
| 2007                       |                                   | Recovery                           | Alan Hamilton                         | tévéfilm                                                                                                |
| 2007                       |                                   | Dead Ringers                       | Tony Blair                            | 1 epizód                                                                                                |
| 2007                       |                                   | The Infinite Quest                 | Tizedik Doktor (hangja)               | tévéfilm                                                                                                |
| 2007                       |                                   | Learners                           | Chris                                 | 1 epizód                                                                                                |
| 2007                       | Futottak még…                     | Extras'                            | önmaga                                | 1 epizód                                                                                                |
| 2007, 2009                 |                                   | The Catherine Tate Show            | Mr. Logan, Jelen Karácsony Szelleme   | 2 epizód                                                                                                |
| 2008                       |                                   | Music of the Spheres               | Tizedik Doktor                        | 1 epizód                                                                                                |
| 2008                       | Einstein és Eddington             | Einstein and Eddington'            | Sir Arthur Eddington                  | - tévéfilm - magyar hangja: - Viczián Ottó                                                              |
| 2009                       | Sarah Jane kalandjai              | The Sarah Jane Adventures          | Tizedik Doktor                        | - 1 epizód - magyar hangja: - VSzokol Péter                                                             |
| 2009                       |                                   | Dreamland                          | Tizedik Doktor (hangja)               | 6 epizód                                                                                                |
| 2009                       |                                   | Hamlet                             | Hamlet                                | tévéfilm                                                                                                |
| 2010                       |                                   | Single Father                      | Dave Tiler                            | 4 epizód                                                                                                |
| 2011                       | United                            | United                             | Jimmy Murphy                          | - tévéfilm - magyar hangja: - Rajkai Zoltán                                                             |
| 2011                       |                                   | This is Jinsy                      | Mr. Slightlyman                       | 1 epizód                                                                                                |
| 2012                       |                                   | Playhouse Presents                 | Will                                  | 1 epizód                                                                                                |
| 2012                       |                                   | True Love                          | Nick                                  | 1 epizód                                                                                                |
| 2012                       | Star Wars: A klónok háborúja      | Star Wars: The Clone Wars          | Huyang (hangja)                       | - 3 epizód - magyar hangja: - Fazekas István                                                            |
| 2012                       | Trükkös Tom                       | Tree Fu Tom                        | Tölgyi (hangja)                       | - 27 epizód - magyar hangja: - Kapácsy Miklós                                                           |
| 2012–2018                  | Sárkányok                         | DreamWorks Dragons                 | Morgópóc (hangja)                     | - 14 epizód - magyar hangja: - Holl Nándor                                                              |
| 2013                       |                                   | Spies of Warsaw                    | Jean-François Mercier                 | 4 epizód                                                                                                |
| 2013                       | Pecatanya                         | Fish Hooks                         | Oscar agya (hangja)                   | 2 epizód                                                                                                |
| 2013                       |                                   | The Politician's Husband           | Aiden Hoynes                          | 3 epizód                                                                                                |
| 2013                       |                                   | The Escape Artist                  | Will Burton                           | 3 epizód                                                                                                |
| 2013                       |                                   | The Five(ish) Doctors Reboot       | önmaga                                | tévéfilm                                                                                                |
| 2013                       |                                   | The Great Scott                    | Walter Scott                          | 3 epizód                                                                                                |
| 2013–2017                  |                                   | Broadchurch                        | Alec Hardy                            | 24 epizód                                                                                               |
| 2014                       |                                   | Gracepoint                         | Emmett Carver                         | 10 epizód                                                                                               |
| 2015                       | Jake és Sohaország kalózai        | Jake and the Never Land Pirates    | Dread (hangja)                        | 2 epizód                                                                                                |
| 2015                       | Mickey egér játszótere            | Mickey Mouse Clubhouse             | Igor (hangja)                         | 1 epizód                                                                                                |
| 2015–2016                  | Tini Nindzsa Teknőcök             | Teenage Mutant Ninja Turtles       | Fugitoid (hangja)                     | 15 epizód                                                                                               |
| 2015–2019                  | Jessica Jones                     | Jessica Jones                      | Kevin Thompson / Kilgrave             | - főszereplő - magyar hangja: - Rajkai Zoltán - Görög László                                            |
| 2016                       | Family Guy                        | Family Guy                         | Tizedik Doktor (hangja)               | 1 epizód                                                                                                |
| 2017                       |                                   | Thunderbirds Are Go                | Tycho Reeves (hangja)                 | 1 epizód                                                                                                |
| 2017                       |                                   | The Highway Rat                    | patkány (hangja)                      | tévéfilm                                                                                                |
| 2017–2021                  | Kacsamesék                        | DuckTales                          | Dagobert McCsip (hangja)              | - 60 epizód - magyar hangja: - Pálfai Péter                                                             |
| 2018                       | Távterápia                        | Hang Ups                           | Martin Lamb                           | - 1 epizód - magyar hangja: - Rajkai Zoltán                                                             |
| 2018                       |                                   | Camping                            | Walt Jodell                           | 8 epizód                                                                                                |
| 2018–2021                  | Az űr vége                        | Final Space                        | Lord Commander (hangja)               | 21 epizód                                                                                               |
| 2018–2023                  |                                   | There She Goes                     | Simon Yates                           | 11 epizód                                                                                               |
| 2019–2021                  |                                   | gen:LOCK                           | Dr. Rufus Weller (hangja)             | 16 epizód                                                                                               |
| 2019                       | Criminal: Egyesült Királyság      | Criminal: UK                       | Dr. Edgar Fallon                      | 1 epizód                                                                                                |
| 2019–2025                  | Elveszett próféciák               | Good Omens                         | Crowley                               | - főszereplő - magyar hangja: - Schnell Ádám                                                            |
| 2020                       |                                   | Deadwater Fell                     | Tom Kendrick                          | 4 epizód                                                                                                |
| 2020                       | Des                               | Des                                | Dennis Nilsen                         | - 3 epizód - magyar hangja: - Rajkai Zoltán                                                             |
| 2020–2022                  |                                   | Staged                             | önmaga                                | 20 epizód                                                                                               |
| 2021                       |                                   | Eden                               | E92 (hangja)                          | 1 epizód                                                                                                |
| 2021                       | Nyolcvan nap alatt a Föld körül   | Around the World in 80 Days        | Phileas Fogg                          | - főszereplő - magyar hangja: - Schnell Ádám                                                            |
| 2002                       |                                   | The Legend of Vox Machina          | Krieg tábornok (hangja)               | 2 epizód                                                                                                |
| 2002                       |                                   | Meet the Richardsons               | önmaga                                | 2 epizód                                                                                                |
| 2002                       | Sandman: Az álmok fejedelme       | The Sandman                        | Don (hangja)                          | 1 epizód                                                                                                |
| 2002                       | Az ember a rács mögött            | Inside Man                         | Harry Watling                         | - 4 epizód - magyar hangja: - Rajkai Zoltán                                                             |
| 2002                       |                                   | The Paloni Show! Halloween Special | séf (hangja)                          | 1 epizód                                                                                                |
| 2002                       |                                   | Litvinenko                         | Alexander Litvinenko                  | 4 epizód                                                                                                |
| 2023                       |                                   | Clone High                         | önmaga (hangja)                       | 1 epizód                                                                                                |
| 2023                       | A Simpson család                  | The Simpsons                       | Pa MacWeldon (hangja)                 | 1 epizód                                                                                                |
| 2023–                      | Ahsoka                            | Ahsoka                             | Huyang (hangja)                       | - 8 epizód - magyar hangja: - Tokaji Csaba                                                              |
| 2024                       | Holdlány és Ördögi Dinoszaurusz   | Moon Girl and Devil Dinosaur       | Franklin (hangja)                     | 1 epizód                                                                                                |
| 2024                       | Star Wars: Fiatal Jedik kalandjai | Star Wars: Young Jedi Adventures   | Huyang (hangja)                       | 1 epizód                                                                                                |
| 2024                       | Riválisok                         | Rivals                             | Lord Tony Baddingham                  | 8 epizód                                                                                                |
| 2024–                      |                                   | Ark: The Animated Series           | Sir Edmund Rockwell (hangja)          | 3 epizód                                                                                                |
| 2025                       | Csibiverzum                       | Chibiverse                         | Dagobert McCsip (hangja)              | 1 epizód                                                                                                |

## Fordítás
- Ez a szócikk részben vagy egészben  a   David Tennant című angol Wikipédia-szócikk fordításán alapul.  Az eredeti cikk szerkesztőit annak laptörténete sorolja fel. Ez a jelzés csupán a megfogalmazás eredetét és a szerzői jogokat jelzi, nem szolgál a cikkben szereplő információk forrásmegjelöléseként.